# D-арна купа
{\displaystyle d}-арна купа або {\displaystyle d}-купа це структура даних, що реалізує чергу з пріоритетом, узагальнення бінарної купи в якій вузли мають {\displaystyle d} дочірніх замість 2. Отже, бінарна купа це 2-купа, а тернарна купа це 3-купа.
Ця структура даних дозволяє операції зменшення пріоритету виконуватись швидше ніж у бінарних купах за рахунок повільнішої операції видалення. Такий компроміс приводить до кращої швидкодії деяких алгоритмів, таких як алгоритм Дейкстри, в якому операції зменшення пріоритету відбуваються частіше ніж операції видалення найменшого елемента. Додатково, {\displaystyle d}-арні купи краще взаємодіють з кешем процесора порівняно з бінарною купою, що дозволяє їм на практиці виконуватись швидше всупереч теоретично більшому часу виконання у найгіршому випадку. Подібно до бінарних куп, {\displaystyle d}-арні купи не потребують додаткової пам'яті окрім пам'яті необхідної для збереження масиву елементів купи.

## Структура даних
{\displaystyle d}-арна купа складається з масиву з {\displaystyle n} елементів, кожен з яких має пов'язаний з ним пріоритет. Ці елементи можна розглядати як вузли у повному {\displaystyle d}-арному дереві, перелічені у порядку пошуку в ширину: елемент в позиції 0 утворює корінь дерева, елементи в позиціях 1-{\displaystyle d} — його діти, наступні {\displaystyle d^{2}} — онуки і т.д. Отже, батьківським елементом для елемента в позиції {\displaystyle i} (для будь-якого {\displaystyle i>0}) це елемент в позиції {\displaystyle \lfloor i-1\rfloor /d,} а його дочірні елементи в позиціях з {\displaystyle di+1} до {\displaystyle di+d.} Згідно з властивістю купи, в мін-купі, кожний елемент має пріоритет не менший ніж пріоритет батьківського елементу; в макс-купа, кожний елемент має пріоритет не більший ніж пріоритет батьківського елементу.
Елемент з найменшим пріоритетом в мін-купі (або найбільшим в макс-купі) завжди можна знайти в позиції 0. Для видалення цього елемента, останній елементx в масиві пересувають на його місце і зменшують розмір масива на одиницю. тоді, допоки елемент x і його діти не задовольняють властивості купи, елемент x міняють місцями з одним з його дочірніх (тим, що має найменший пріоритет у мін-купі або тим, що має найбільший пріоритет в макс-купі), пересуваючи його донизу по дереву і в масиві, допоки, зрештою, властивість купи не виконано. Такий самий спадний обмін можна використати для збільшення пріоритету елемента в мін-купі або зменшення в макс-купі.
Для додавання нового елемента до купи, елемент приєднують у кінець масиву, і міняють місцями з батьківським допоки властивість купи не дотримано. Таку саму висхідну процедуру обмінів можна використати для зменшення пріоритету елемента в мін-купі або збільшення в макс-купі.
Для створення нової купи з масиву з {\displaystyle n} елементами, можна обійти елементи у зворотньому порядку, починаючи з останнього і закінчуючи елементом в позиції 0, застосовуючи спадний обмін для кожного елемента.

## Аналіз
У {\displaystyle d}-арній купі з {\displaystyle n} елементами, обидві процедури висхідного і спадного обміну можуть здійснити до {\displaystyle \log _{d}n=\log n/\log d} обмінів. У разі висхідного обміну, кожен обмін включає одне порівняння елемента з його батьком, і потребує сталого часу. Отже, час щоб вставити елемент до купи, зменшити пріоритет у мін-купі або збільшити в макс-купі є {\displaystyle O(\log n/\log d).} У процедурі спадного обміну, кожен обмін включає {\displaystyle d} порівнянь і потребує {\displaystyle O(d)} часу: необхідно виконати {\displaystyle d-1} порівнянь, щоб дізнатись максимум або мінімум серед дочірніх елементів і ще одне порівняння для визначення чи потрібен обмін. Звідси, видалення кореня дерева, збільшення пріоритету в мін-купі або зменшення в макс-купі займає {\displaystyle O(d\log n/\log d).}
При створенні {\displaystyle d}-арної купи з множини {\displaystyle n} елементів, більшість елементів початково перебувають у позиціях, які зрештою міститимуть листові елементи, і до них спадний обмін не застосовуватиметься. Щонайбільше {\displaystyle n/d+1} елементів не є листовими і можуть бути переставлені не більше ніж один раз, за час {\displaystyle O(d)} необхідний на знаходження дочірнього елемента і обмін з ним. Не більше ніж {\displaystyle n/d^{2}+1} вузлів можуть бути обміняні двічі, потребуючи додатково {\displaystyle O(d)} часу для другого обміну на додачу до першого, який ми вже порахували, і т.д. Тому, у підсумку час для створення купи таким чином є
{\displaystyle \sum _{i=1}^{\log _{d}n}\left({\frac {n}{d^{i}}}+1\right)O(d)=O(n).}
Точне значення формули (найбільшого можливого числа порівнянь під час створення {\displaystyle d}-арної купи) таке:
{\displaystyle {\frac {d}{d-1}}(n-s_{d}(n))-(d-1-(n\mod d))(e_{d}(\lfloor {\frac {n}{d}}\rfloor )+1)},
де {\displaystyle s_{d}(n)} це сума всіх чисел стандартного представлення числа {\displaystyle n} в {\displaystyle d}-базі і {\displaystyle e_{d}(n)} це степінь {\displaystyle d} у факторизації {\displaystyle n.}
Це зводиться до
{\displaystyle 2n-2s_{2}(n)-e_{2}(n)}, 
для {\displaystyle d=2,} і до
{\displaystyle {\frac {3}{2}}(n-s_{3}(n))-2e_{3}(n)-e_{3}(n-1)},
для {\displaystyle d=3.}
Використання пам'яті {\displaystyle d}-арною купою з операціями вставки і видалення є лінійним, бо вона не використовує додаткового місця окрім потрібного для розташування масиву, що містить елементи купи. Якщо необхідно підтримувати зміну пріоритету елементів, що перебувають у купі, тоді користувач повинен також зберігати вказівники від елементів до їх позицій у купі, що знов-таки вимагає лінійної пам'яті.

## Застосування
Алгоритм Дейкстри для найкоротших шляхів у графах і алгоритм Прима для мінімальних кістякових дерев обидва використовують мін-купу з {\displaystyle n}  операціями видалення найменшого елемента і {\displaystyle m} операціями зменшення пріоритету, де {\displaystyle n} це число вершин в графі і {\displaystyle m} це число ребер. Завдяки використанню {\displaystyle d}-арної купи з {\displaystyle d=m/n,} можна збалансувати підсумковий час цих двох операцій, що призведе до загального часу виконання алгоритму {\displaystyle O(m\log _{m/n}n),} що буде поліпшенням порівняно з {\displaystyle O(m\log n)} у випадку бінарної купи коли кількість ребер значно більша ніж число вершин. Альтернативна структура даних, що втілює чергу з пріоритетом — купа Фібоначчі,  дає навіть кращий теоретичний час виконання, {\displaystyle O(m+n\log n),} але на практиці {\displaystyle d}-арні купи здебільшого щонайменше так само швидкі і часто навіть швидші ніж купи Фібоначчі в поєднанні з цими алгоритмами.
На практиці, 4-купа може показувати кращі результати ніж бінарна купа, навіть для операцій з видалення найменшого елемента. Додатково, {\displaystyle d}-арна купа швидша для розмірів купи, що перевищують розмір кеш пам'яті:
Зазвичай, бінарна купа потребує більше хиб кешу і помилок сторінок віртуальної пам'яті ніж {\displaystyle d}-арна купа, кожна з яких вимагає набагато більше часу в порівнянні з роботою викликаною додатковими порівняннями, які виконує {\displaystyle d}-арна купа.